# Pleoscutula arsenii
Pleoscutula arsenii är en svampart som beskrevs av Vouaux 1913. Pleoscutula arsenii ingår i släktet Pleoscutula, klassen Leotiomycetes, divisionen sporsäcksvampar och riket svampar.   Inga underarter finns listade i Catalogue of Life.